# Anaideia
L'anaideia (provinent de α- com a partícula privativa i aidós, modèstia o reverència) és un mot grec que significa desvergonya, provocació o irreverència. En la mitologia grega, anaideia és el nom donat a la personificació de la desvergonya i la provocació, filla probablement de Nix o Eris, és companya d'Hibris (la vanitat). El seu oposat és Èleos (la misericòrdia).
Constitueix un dels tres trets bàsics de la figura dels filòsofs cínics, juntament amb l'adiàfora o indiferència i la parresia o franquesa i llibertat en la parla.
És l'anaideia la que duu a la comparació d'aquests filòsofs amb els gossos, d'on deriva la paraula cínic; atès que com aquests nobles animals que viuen amb els humans però mantenen llurs costums naturals, els filòsofs cínics es comporten sense vergonya, amb irreverència, seguint la satisfacció de llurs necessitats tant físiques com espirituals.